# الإكراه في القانون الإنجليزي
للاطلاع على قانون الولايات المتحدة بشأن الدفاع الجنائي، وكذلك الإكراه في قانون العقود، أنظر الإكراه.
يُشير الإكراه في القانون الإنجليزي إلى استخدام العنف الفعلي أو التهديد به ضد شخص، أو زوجه أو أحد والديه أو طفله لضمان موافقته. ويُستخدم هذا المفهوم في القانون العام كدفاع يعمل لصالح أولئك الذين يرتكبون الجرائم لأنهم مجبرون أو أجبروا على القيام بذلك بسبب الظروف، أو تهديدات من قبل شخص آخر. ينشأ هذا المذهب في كل من القانون الجنائي الإنجليزي، وفي القانون المدني، حيث يتعلق بقانون العقود الإنجليزي وقانون الوصاية الإنجليزي.

## في قانون العقود
يُشير مفهوم الإكراه الاقتصادي في قانون العقود إلى أن العقد يبطُل إذا مارس أحد الطرفين ضغطًا غير مشروع على الآخر، مُجبرًا إياه على إبرامه. يُعدّ الإكراه الاقتصادي مفهومًا بالغ الأهمية في قانون العقود الإنجليزي، إذ يُشكّل آليةً حاسمةً لضمان إبرام العقود في ظلّ الإرادة الحرة والتراضي. ينطوي فعل الإكراه عادةً على تهديدات غير مشروعة. سمح القانون الإنجليزي العام لفترة طويلة بادعاء إذا كانت الإكراه ذات طبيعة مادية. طالما أن التهديد هو مجرد أحد الأسباب التي تجعل الشخص يدخل في اتفاقية مما قد يؤدي لارتكاب جريمة، حتى لو لم يكن التهديد السبب الرئيسي لها فقد يتم تجنب الاتفاقية في حال عدم وجود تهديد. في قضية بارتون ضد أرمسترونغ حاول السيد أرمسترونج ان يقوم بتسليح السيد بارتون لدفعه لسرقة قطعة ذهبية كبيرة من خلال جعل رجاله يهددون عائلة بارتون بالقتل. على الرغم من أن بارتون لم يكن صعبً، وكان من المحتمل أن يقوم بالسرقة بغض النظر عن التهديد فقط في أواخر لقرن العشرين تم السماح بالهروب إذا كان التهديد ينطوي على ضرر اقتصادي غير مشروع. يكون التهديد دائمًا «غير شرعي» إذا كان يهدف إلى القيام بعمل غير قانوني، مثل كسر عقد مع العلم أن عدم الدفع قد يدفع شخصًا ما للخروج من العمل. ومع ذلك، فإن التهديد بالقيام بعمل قانوني لن يكون عادة غير شرعي. في قضية Pao On v Lau Yiu Long ، هددت عائلة Pao بعدم إتمام صفقة مبادلة الأسهم التي تهدف إلى شراء مبنى الشركة ما لم توافق عائلة Lau على تغيير اتفاقية ضمان تضمن حصول Paos على ارتفاع في أسعار الأسهم المتبدلة عند إعادة شرائها. نصح مجلس الملكة الخاص بأن توقيع لاوس على اتفاقية الضمان بعد التهديد بعدم استكمال الاتفاقية الرئيسية كان فقط نتيجة «للضغط التجاري» وليس الإكراه الاقتصادي. فقط من خلال مراقبة سلوك لاوس، والنظر في الوضع قبل التوقيع، لم يكن هناك إكراه يرقى إلى حد من الموافقة. ومع ذلك، على النقيض من الحالات التي تنطوي على أطراف تجارية، من المحتمل أن يكون التهديد بفعل قانوني هو الإكراه إذا تم استخدامه ضد شخص ضعيف. من الحالات الواضحة التي تنطوي على «الإكراه القانوني» الابتزاز. يجب على المبتز أن يبرر، وليس القيام بالأفعال القانونية التي يهددونها، ولكن ضد شخص شديد التأثر بهم، طلب المال.
وفي قضية شركة الخطوط الجوية الباكستانية الدولية، جاء حكم المحكمة العليا في المملكة المتحدة ضد شركة تايمز ترافيل، وهي وكالة سفر عائلية يقع مقرها في مدينة برمنغهام، لعدم قدرتها، بناءً على وقائع القضية، على إثبات وجود "إكراه اقتصادي مشروع"، والذي قد يحدث عندما ينشأ العقد عن تهديدٍ بفعلٍ مشروعٍ بحد ذاته. وهو ما يعني أن تايمز ترافيل لا يحق لها فسخ عقدٍ جديد أبرمته مع شركة الخطوط الجوية الباكستانية الدولية التي تعد الناقل الوطني الباكستاني.

## في القانون الجنائي
هناك استثناء للمبدأ العام للقانون الجنائي بأن أولئك الذين يختارون خرق القانون يتحملون المسؤولية عن الجرائم التي يرتكبونها. الأساس المنطقي للاستثناء هو أن الاختيار ليس طوعيًا تمامًا. اعترفت اللجنة القانونية (1977 في الفقرات 2.44-2.46) بالمنطق القائل بأنه إذا كان الدفاع سيسمح به على الإطلاق، فيجب تطبيقه على جميع الجرائم. لكن هذه التوصية لم يتم تبنيها لأنه من المعتقد أنه في حالة الجرائم الأكثر خطورة مثل القتل، لا يوجد تهديد للمدعى عليه، مهما كان متطرفًا، يجب أن يبرر ارتكاب الجريمة (إليوت، 1989). كما أن الدفاع عرضة للإساءة. علق سميث (1994، ص 584) قائلاً:
«... الإكراه هو دفاع فريد لأنه من المرجح أكثر من أي دولة أخرى أن تعتمد على التأكيدات التي يصعب بشكل خاص على النيابة التحقيق فيها أو دحضها لاحقًا.»
تم تبني هذا النهج من قبل السلطة القضائية، وعلى الأخص من قبل مجلس اللوردات.
«لقد تضاعفت الدفاعات التي أقيمت المتهمين ومزاعم الإكراه، التي كانت نادرة في وقت ما. نود تنبيه القضاة إلى ضرورة التدقيق في طلبات الكشف عن التفاصيل حول المخبرين بعناية فائقة.»
كانت صعوبة الادعاء في وقت ما أكبر عندما لم يثر الدفاع قضية الإكراه حتى بدء المحاكمة. ولمواجهة هذه المشاكل، أوصت اللجنة القانونية (1993 في الفقرات 33-34) بتحويل عبء الإثبات إلى المدّعى عليه لإكراه على توازن الاحتمالات. ومنذ ذلك الحين، لم يكن هناك تشريع محدد يتعلق بالإكراه، ولكن القسم 5 من قانون الإجراءات والتحقيقات الجنائية لعام 1996، ج 25، ينص على أن الدفاع يجب أن يخدم في المحكمة والادعاء طبيعة دفاع المتهم بعبارات عامة، والمسائل المعنية. [7] يبدو أن هذا ينطبق على الدفاع عن الإكراه، وكان هناك اعتماد محدد، وإن كان متأخرًا، على الدفاع.
من الصعب إجراء تحليل دقيق لمبدأ الإكراه لأنه يعتمد دائمًا على الحقائق الخاصة في حالة معينة، وعادة ما يكون هناك تداخل بين الإكراه والدفاع عن الضرورة. انظر، على سبيل المثال، تعليقات لورد وولف سي جيه في [8] في الفقرة42.

### في التاريخ والمنطق
كان الإكراه كدفاع موجودًا منذ قرون عديدة وينشأ في القانون العام - لم يتم تمديده لتغطية الإكراه بسبب الظروف حتى تسعينيات القرن العشرين.
الدفاع عن الإكراه (عن طريق التهديد)، وفقًا للورد بينغهام في قوله :«يعذر ما كان يمكن أن يكون سلوكًا إجراميًا» بدلاً من تبريره. يميز بينغهام هنا مع الدفاع عن النفس فيما يتعلق بالوضع الأخلاقي للضحية: في حالة الدفاع عن النفس، قامت الضحية نفسها بعمل عدواني أو إجرامي ضد المدعى عليه. في حالة الإكراه، لا توجد مثل هذه العلاقة من العدوان المسبق. ملاحظات بينغهام في الفقرة 19:
يمكن اعتبار ضحية الجريمة المرتكبة بالإكراه بريئًا من الناحية الأخلاقية، حيث لم يبدِ أي عداء أو عدوان على المدعى عليه.

#### التهديد
يحد القانون من طبيعة التهديد الذي يجب أن يُفرض على الشخص حتى يعتبره تحت الإكراه. يجب أن يكون التهديد من الموت أو الإصابة الشخصية الخطيرة، إما للمدعى عليه أو لعائلته المباشرة أو شخص قريب منه. في قضية سينغ رأت محكمة الاستئناف أن التهديد بكشف زنا المدعى عليه لن يكون تهديدًا كافيًا لتجاوز إرادة الشخص العادي.
يجب أن يكون لدى المتهم خوف معقول وصادق من الموت أو الأذى الشديد، وعادة ما يكون في شكل تهديدات محددة موجهة إلى المدعى عليه أو عائلته المباشرة أو شخص يشعر بأنه مسؤول عنه. في قضية غراهام تم توجيه التهديد مباشرة وبشكل مباشر إلى المدعى عليه. في قضية Hurley & Murray الأسترالية [13] نجح المجرمون في إجبار Hurley على التخلص من جثتين عن طريق احتجاز زوجته كرهينة، بحيث تكون التهديدات التي تتعرض لها «فعالة طوال فترة غيابه» و «يجب أن يكون الاهتمام الوحيد لسلامة المرأة».
بعد [14] و [15] (حيث يتعلق التهديد جزئيًا بصديق المدعى عليه)، يشير اتجاه عينة مجلس الدراسات القضائية إلى أنه يجب توجيه التهديد، إن لم يكن إلى المدعى عليه أو فرد من عائلته المباشرة، إلى شخص يعتبر المدعى عليه نفسه من أجل سلامته مسؤولاً بشكل معقول، إذا كان يطبق بصرامة، سيكون متسقًا مع الأساس المنطقي لاستثناء الإكراه.
رابط عادي
يجب أن يكون هناك صلة سببية مباشرة بين هذه التهديدات وقرار المدعى عليه بخرق القانون. وبالتالي، يجب أن تطغى على إعاقة المعتقدات في فعالية التهديد الموانع الطبيعية للمدعى عليه. بعد (2003)، يُعتقد أن المدعى عليه يحتاج فقط إلى إثبات أنه يعتقد بشكل معقول وحقيقي أن هناك تهديدًا، أي أن الاختبار هو موضوعي وموضوعي من حيث أن إرادة المدعى عليه يجب أن تكون قد طغت بالفعل على التهديد، وقد يكون الشخص المعقول ذي الشجاعة المتوسطة قد شعر أيضًا بأنه مضطر للعمل بنفس الطريقة تحت التوجيه.
الفورية
كما يجب ألا تتيح الظروف التي تم فيها تقديم التهديدات فرصة معقولة لاتخاذ إجراءات مراوغة. ولكن، معًا، خلقت أسئلة السببية والفورية ضعفًا في القيود المفروضة على الدفاع. في قضية Hudson and Taylor 1971 2 QB 202، تم ترهيب امرأتين صغيرتين شهدتا اعتداءً خطيرًا ورفضت تحديد هوية المهاجم في المحكمة. وقد وجهت إليهم تهمة الحنث باليمين لكنهم سمحوا بإخراج مشروط. كانت المحكمة على استعداد للسماح بالتساهل لأن هؤلاء النساء يعشن في مجتمع حيث كان الانتقام البدني بسبب التعاون مع الشرطة أمرًا روتينيًا، ولم يكن لديهن وسائل معقولة، نظرًا لسنهن وتجربتهن ونقص قوتهن البدنية، لتجنب التنفيذ التهديد. هذا أضعف شرط أن تنفيذ التهديد يجب أن يكون وشيكًا لدرجة أن المدعى عليه كان عليه أن يقرر في تلك اللحظة ما إذا كان سيخالف القانون، وقد أدى إلى ظهور حالات مثل 1994 Crim. 582 ليرة، حيث سرق رجل عدة جمعيات بناء لتجنب تهديدات جامع الديون. سيمون براون إل. في الصفحة 583، اعتُبِر أن الخطر يعتمد على دعم اعتراف الضرورة بالافتقار، ودرجة الاتساق والفورية المطلوبة للعلاقة الكافية بين الخطر المقترح والجريمة المنسوبة إليه. الشخص الذي وجه التهديدات لم يرشح الجرائم التي يرتكبها المدعى عليه. وقد أشار ببساطة إلى أنه يريد من المدعى عليه أن يسدد الدين الذي لا ينطوي بالضرورة على ارتكاب جريمة.
صفات الشخص المعقول
في Bowen [1996] . تطبيق. ر 157، احتجزت محكمة الاستئناف شخصًا لديه معدل ذكاء منخفض، ونقص في الإعاقة الذهنية أو خلل عقلي، لم يكن بالضرورة أقل شجاعة أو أقل قدرة على تحمل التهديدات والضغط من شخص عادي. كان الاختبار ذو الصلة (المنصوص عليه في R v Graham 1982 1 AER 801) عنصرين:
(ط) هل أُجبر المدعى عليه على التصرف كما فعل لأنه كان يخشى الموت أو إصابة جسدية خطيرة؟
`2` إذا كان الأمر كذلك، فهل كان رده كشخص رصين من الحزم المعقول يشترك في خصائص المدعى عليه؟
أعطى ستيوارت سميث LJ إرشادات شاملة بشأن الخصائص التي قد تكون ذات صلة في نظر هيئة المحلفين: العمر أو الجنس أو الإعاقة الجسدية أو المرض العقلي المعترف به قد يحد من قدرة الشخص على التصرف دفاعًا عن النفس، ولكن حقيقة أن المدعى عليه كان أكثر عرضة للخطر، خجول أو عرضة للتهديدات من شخص عادي لم تكن خصائص الشخص المعقول. كما سيتم استبعاد عدم القدرة على التحريض الذاتي بسبب السكر أو تعاطي المخدرات (R v Flatt 1996 Crim LR 576).
الإكراه بسبب الظروف
كان هناك عدد متزايد من الحالات التي تنادي بالإكراه الناشئة عن الضغط العام للظروف، سواء نشأت مباشرة من الفعل البشري أم لا. [16] إلى هذا الحد، تسعى هذه المجموعة الفرعية من الإكراه إلى استعارة بعض لغة الضرورة. في قضية R v Conway (1988) 3 AER 1025، تعاملت محكمة الاستئناف مع تهمة القيادة المتهورة حيث فر المدعى عليه من ضباط الشرطة. وقد هاجم رجل راكبه مؤخرًا ببندقية، وصرخ على المدعى عليه «ليغادر» عندما رأى ضباط يرتدون ملابس مدنية يركضون نحو السيارة. ورأت المحكمة أنه من أجل إثبات «الإكراه على الظروف»، كان من الضروري بالنسبة له أن يقود السيارة لأنه كان يعتقد أنه من الضروري تجنب الموت أو إصابة جسدية خطيرة لنفسه أو لشخص آخر. كدليل، يجب أن يكون المتهم قادرًا على الإشارة إلى «خطر موضوعي» أو على الأقل تلبية متطلبات الاعتقاد المعقول. كما لمعان، وولف LJ. لاحظ أن:
لا يهم ما إذا كان «الإكراه للظروف» يسمى «الإكراه» أو «الضرورة». المهم هو أنه مهما كان اسمه، فإنه يخضع لنفس القيود المفروضة على أنواع الإكراه «افعل هذا أو غيره».
في قضية R v Martin (1989) 1 AER 652، المدعى عليه الذي قاد أثناء عدم أهليته، ادعى أنه كان من الضروري له دفع ابنه إلى العمل، لأنه كان يخشى أن تنتحر زوجته المريضة عقليًا إذا لم يصل ابنها إلى العمل في الوقت المحدد. عرّف سيمون براون ج. الدفاع بأنه ضغط على إرادة المتهم ينشأ إما عن التهديدات الخاطئة أو عنف شخص آخر، أو من الأخطار الموضوعية الأخرى التي تهدد المتهم أو الآخرين. كانت المتطلبات هي:
(ط) «من وجهة نظر موضوعية، يمكن القول أن المتهم يتصرف بشكل معقول ومتناسب لتجنب تهديد بالقتل أو إصابة خطيرة»؛
(2) يجب على هيئة المحلفين أن تحدد ما إذا كان المتهم «مُجبرًا على التصرف كما فعل بسبب ما يعتقده بشكل معقول في الوضع، كان لديه سبب وجيه للخوف ... الموت أو إصابة جسدية خطيرة»؛ و
'3` ينبغي أن تحدد هيئة المحلفين أيضا ما إذا كان «الشخص الرصيف ذو الحزم المعقول، الذي يتشارك في خصائص المتهم، [كان] سيجيب على هذا الوضع» بنفس الطريقة.
وهكذا، في DPP v Bell (1992) Crim. وقد دافع المتهم LR 176 بنجاح عناء الظروف للقيادة مع الإفراط في شرب الكحول لأنه، بعد حادثة في حانة تسببت له بالخوف على سلامته الجسدية، هرب في سيارته، ولم يسافر سوى مسافة قصيرة إلى بر الأمان ثم ترك المجرم النشاط في أقرب وقت ممكن بشكل معقول. بينما في R v Baker and Wilkins (1997) Crim LR 497 (CA)، قامت أم وطفل آخر بكسر باب منزل الأب لاستعادة الطفل من حوزته. تم اتخاذ الإجراءات للدفاع عن الطفل حتى تم رفع ثلاثة دفاعات:
المادة 5 (2) (ب) قانون الأضرار الجنائية لعام 1971 الذي يسمح بعذر معقول للدفاع عن الضرر الذي يلحق بالممتلكات. وقد اعتُبر أن الطفل ليس ملكًا يمكن الدفاع عنه لأغراض القسم.
الدفاع عن النفس والذي يشمل الدفاع عن الآخرين بطبيعته ومن خلال استخدام القوة المعقولة لمنع ارتكاب جريمة بموجب قانون العقوبات S3 لعام 1967.
الإكراه على الظروف. ورأت المحكمة أن الإكراه لم يشمل التهديدات أو الخوف من إصابة نفسية طويلة الأمد على الرغم من أن ذلك قد يكون إصابة نفسية خطيرة. نظرًا لوجود علاجات قانونية أخرى غير المساعدة الذاتية الفورية، تم رفض الإكراه.
يجب أن يكون الخطر بحيث لا يمكن للمتهم أن يتصرف بشكل معقول، مع مراعاة أي من خصائصه أو خصائصها ذات الصلة. في R v Pommell (1995) 2 Cr. تطبيق. ر 607 تم اتهام المدعى عليه بحيازة سلاح ناري غير مشروع، مدفع رشاش، ادعى أنه أخذه من شخص آخر لمنعه من استخدامه وتسليمه إلى الشرطة. كان هناك بعض الشكوك حول المدة التي كان فيها السلاح في حوزته، مما أدى إلى إدانته لأن هيئة المحلفين قررت أنه لم يتصرف حالما كان معقولاً في الظروف. في قضية R v Abdul Hussain and others (1999) Crim. اعتبر LR 570 شرط أن يكون التهديد وشيكًا وعاملًا على الرغم من أن تنفيذه ليس فوريًا. اختطف المتهمون طائرة هرباً من الموت على أيدي السلطات العراقية. ورأت المحكمة أن الدفاع كان متاحًا طالما كانت الجريمة استجابة معقولة ومتناسبة لخطر الموت الوشيك أو الإصابة الخطيرة. لا يجب أن يكون التهديد فوريًا، وشيكًا فقط.
عضوية العصابات
وقد تضمنت الحالات الأخيرة مواقف قام فيها المدعى عليه بما يلي:
(i) فشل في الهروب من التهديدات عندما كان بإمكانه فعل ذلك، و / أو
(2) وضعه في موقف يُرجح أن يتعرض فيه للتهديدات.
في قضية R v Hasan [2005] UKHL 22، كان المدعى عليه هو سائق مجموعة نظمت الدعارة ولها صلات بمنظمة ثانية لتجار المخدرات العنيفين. وقد اتهم بالسطو في ظروف تعرض فيها هو وأسرته للتهديد، ورافقه رجل مسلح إلى مكان الجريمة. في القضية السابقة لـ R v Fitzpatrick (1977) NI 20، التي تضم الجيش الجمهوري الأيرلندي، Lowry LCJ ، قال في ص 33:
«قد يصبح الشخص مرتبطًا بمجموعة شريرة من الرجال ذات أهداف إجرامية وأساليب قسرية لضمان تنفيذ مشاريعهم الخارجة عن القانون وبالتالي تعرضهم طوعًا للإكراه غير القانوني، سواء كانت المجموعة منظمة محظورة أو أصبحت محظورة ... يعرّض الشخص طوعًا ويخضع نفسه، كما فعل المستأنف، إلى الإكراه غير القانوني، ولا يمكنه الاعتماد على الإكراه الذي عرّض نفسه طوعًا له كذريعة إما فيما يتعلق بالجرائم التي يرتكبها ضد إرادته أو فيما يتعلق باستمراره ولكن غير راغب في الارتباط مع أولئك القادرين على ممارسة الإكراه الذي يطلبه للمساعدة».
في القضايا التي تنطوي على إجرام أقل خطورة، اشتمل R v Sharp (1987) QB 853 على عصابة من اللصوص، بينما R ضد Shepherd (1987) 86 Cr. اشتمل التطبيق R 47 على مجموعة من سائقي المتاجر، وقضت المحكمة بما يلي:
«... لكن في تقديري، لا يتوفر الدفاع عن الإكراه للمتهم الذي يكشف نفسه طوعًا ويخضع نفسه للإكراه غير القانوني. إن الأمر لا يقتصر على الانضمام إلى مؤسسة إجرامية ؛ بل هو مسألة الانضمام إلى المجرم مشروع من هذا النوع لدرجة أن المدعى عليه يقدر طبيعة المشروع نفسه ومواقف المسؤولين عنها، بحيث عندما تعرض في الواقع للإكراه يمكن أن يقال عن طريق هيئة محلفين إلى حد ما أنه تعرض نفسه طوعًا وقدم نفسه لمثل هذا الإكراه».
وبالتالي، إذا كان المدعى عليه يعرف ما تفعله الجماعة وأن بعض الأشخاص العنيفين متورطون، فلا يمكنه الاعتماد على العنف المهدّد بالإكراه. لكن في R v Baker and Ward (1999) 2 Cr. تطبيق. ر 335 تم تعديل هذا قليلاً في ص 344: «ما يجب أن يدركه المدعى عليه هو خطر أن تحاول المجموعة إرغامه على ارتكاب جرائم جنائية من النوع الذي يحاكم عليه باستخدام العنف أو التهديدات العنف». (حول ما إذا كان هذا اختبارًا شخصيًا أو موضوعيًا، انظر Ashworth: 2003.) ذكر اللوردات في حسن بوضوح في الفقرة 37:
«لا شيء يجب أن يتحول إلى التبصر في الطريقة التي يختار بها الطرف المسيطر، في هذه الحالة، استغلال تبعية المدعى عليه. ليس هناك حاجة إلى التبصر في الإكراه على ارتكاب الجرائم ، على الرغم من أنه ليس من السهل تصور الظروف التي يمكن فيها للطرف بالإكراه على التصرف بشكل قانوني. وبافتراض أنه يجب أن يكون هناك تبصر للإكراه لارتكاب جرائم من النوع الذي يتهم به المدعى عليه ، أخطأ R v Baker و Ward في تفسير القانون».
الاستثناءات
الإكراه ليس دفاعًا عن القتل ، أو الشروع في القتل ، أو ، على ما يبدو ، الخيانة التي تنطوي على وفاة الملك. [17] بشكل عام ، لا تقبل المحاكم الدفاع عن الإكراه عندما يكون الضرر الذي ارتكبه المدعى عليه أكبر من تصور المحكمة للضرر المهدّد. هذا اختبار التناسب. في Howe (1987) AC 417، رأت المحكمة أنه يجب على هيئة المحلفين النظر في:
ما إذا كان المدعى عليه تصرف كما فعل لأنه يعتقد بصدق أن حياته في خطر مباشر (اختبار ذاتي)
هل كان شخص عاقل شجاع عادي يشارك خصائص المدعى عليه قد استجاب بنفس الطريقة للتهديدات؟ (اختبار موضوعي)
كان Howe عضوًا في عصابة قامت بتعذيب وخنق رجل. في مناسبة ثانية ، خنق هوي الضحية. وادعى أنه تصرف خوفًا من موراي واحد ، من خلال العنف المهدّد والفعلي ، سيطر على الجماعة. في السابق ، في DPP لـ N. Ireland v Lynch (1975) AC 653، كان اللوردات يحتفظون بالأغلبية التي كانت الإكراه متاحة لشريك. في هذه المناسبة ، اعتبر مجلس اللوردات أن إحدى السياسات العامة ذات الصلة التي يقوم عليها القانون الجنائي يجب أن تكون حماية حياة الأبرياء ووضع معيار للسلوك يُتوقع من الرجال والنساء العاديين الالتزام به إذا أرادوا تجنب المسؤولية الجنائية. في الحالات التي يكون فيها الاختيار بين التهديد بالموت أو الإصابة الخطيرة وحياة الأبرياء عمداً ، قد يعكس الرجل المعقول أن حياة شخص بريء هي على الأقل قيمة مثل حياته أو حياة شخص محبوب. في مثل هذه الحالة لا يمكن للرجل أن يدعي أنه يختار أهون الشرين. وبدلاً من ذلك ، فهو يتبنى المبدأ الذي يمكن فهمه ولكنه مشبوه أخلاقياً بأن الغاية تبرر الوسيلة. وبالمثل ، اعتبر R v Gotts (1992) 2 AC 412 أن الإكراه ليس دفاعًا عن محاولة القتل
الصحة النفسية
قضت المحاكم بأن الإكراه يجب أن يأتي من مصدر غريب ، بدلاً من عمليات التفكير الداخلي. تضمنت قضية R v Rodger & Rose [1998] 1 Cr App R 143 سجينين هربا. لقد سعوا إلى الاستفادة من الدفاع عن الإكراه على الظروف على أساس أنهم أجبروا على الفرار بعد أن أصيبوا بالاكتئاب أثناء وجودهم في السجن ، وخوفًا من أنهم ما لم يهربوا سيصبحون انتحاريين. قررت المحكمة أنه من باب السياسة العامة ، يجب أن يكون مصدر الإكراه من مصدر خارجي وليس من عمليات التفكير الداخلي المرتبطة بالمرض العقلي.
ربما تم التوصل إلى هذا القرار لمنع مثل هذا العبث من أن يصبح قانونًا ولكن كما هو الحال في Shayler [2002] 2 WLR 754 (مجلس اللوردات)؛ لاحظ اللورد وولف في الطاعة أن الدفاع يجب أن يمتد ليشمل الأفعال المصممة لحماية الشخص العقلية ، وكذلك الصحة البدنية ، من الإصابة الخطيرة.